# Гитя Валерій Валерійович
Валерій Валерійович Гитя (нар. 5 травня 1975, Кіровоград) — колишній український футболіст, що грав на позиції півзахисника.

## Біографія
Вихованець кропивницького футболу. У дорослому футболі розпочав виступи за команду «Зірка» (Кіровоград) у Другій лізі, де у сезоні 1992/93 провів 22 матчі і забив 4 голи.
Після цього півзахисник відправився у Білорусь, де виступав у другому за рівнем дивізіоні країни за «Полісся» (Мозир), а на початку 1994 року повернувся до України, де став виступати за «Сіріус» (Жовті Води), якому допоміг виграти перше місце в перехідній лізі. В наступному сезоні переїхав у Кривий Ріг, але футболіст продовжив виступати в команді.
На початку 1995 року перейшов у вінницьку «Ниву», у складі якої 4 березня 1995 року дебютував у Вищій лізі у грі проти львівських «Карпат» (0:2), зігравши загалом до кінця року у 7 матчах елітного дивізіону.
В подальшому грав за нижчолігові російські клуби «Волга» (Ульяновськ) та «Зоря» (Ленінськ-Кузнецький), а також польський «Хімік» (Бидгощ).
Влітку 1998 року Валерій повернувся на батьківщину і став гравцем друголігового «Металурга» (Новомосковськ), але зігравши до кінця року лише 10 матчів, клуб було дискваліфіковано зі змагань. На початку 1999 року став гравцем вищолігової «Таврії» (Сімферополь), але до кінця сезону зіграв лише в одному матчі чемпіонату — 14 травня 1999 року проти івано-франківського «Металурга» (3:0), який став для нього останнім в еліті українського футболу, оскільки незабаром з'ясувалося, що одночасно він все ще перебував на контракті в російській «Зорі» з Ленінська-Кузнецького. Правда, в кузбасівській команді хавбек був зареєстрований під прізвищем Петринський. Після цього з проханням розібратися в ситуації і повернути гравця в Ленінськ-Кузнецький до української сторони звернулося керівництво російської ліги. Тому бюро ПФЛ України 8 червня заборонило Валерію Гіті «безстроково брати участь в змаганнях, що проводяться під егідою ПФЛ України». 
В підсумку керівництво «Зорі» з Ленінська-Кузнецького відмовилося від послуг Гіті і надало йому статус вільного агента, про що було повідомлено українське ПФЛ. Після цього футболіст виступав в аматорському клубі «Артеміда» (Кіровоград), з яким 2000 року став чемпіоном Кіровоградської області.
З початку 2001 року повернувся до професійного футболу, ставши гравцем клубу «Гірник-спорт», в якому і завершив професійну кар'єру в кінці 2004 року. За цей час Гитя провів у Другій лізі України 65 матчів і забив 1 гол.